# Ascídia

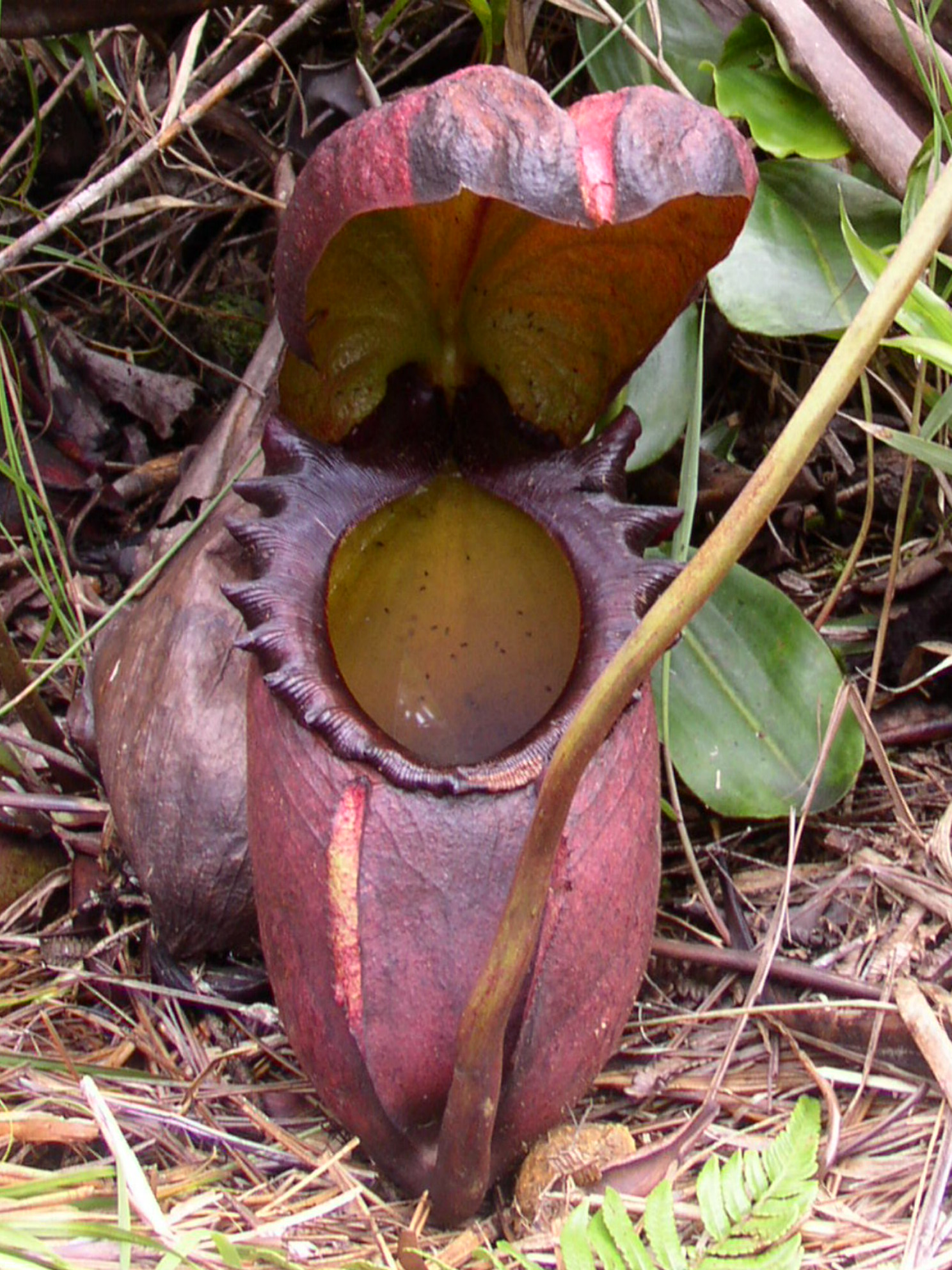
Ascídia, no género Nepenthes

Em botânica, designam-se como ascídias ou urnas às folhas das plantas "insectívoras" ou "carnívoras", modificadas de forma a constituirem um recipiente com forma de jarro ou trombeta, escorregadio, onde são capturados insectos, de forma passiva (isto é, a planta não necessita de realizar qualquer movimento, como acontece com algumas destas plantas). Apresentam, em geral, algum estímulo - visual ou odorífero - que atraia os insectos, como a produção de néctar por nectários. O insecto é capturado porque as paredes se mostram particularmente lisas, ou por outros meios, como a disposição de pêlos de cima para baixo, não os permitindo subir de novo para o exterior. Os insectos são digeridos devido à presença, no seu interior, de um suco digestivo secretado por glândulas presentes na constituição da ascídia. A esses sucos junta-se, por vezes, água da chuva. Nepenthes, Sarracenia, Heliamphora, Darlingtonia e Cephalotus são alguns géneros de plantas que apresentam ascídias. Assemelham-se aos utrículos apresentados pelo género aquático Utricularia.